# FAI Cup 2010
La FAI Cup 2010, denominata FAI Ford Cup 2010 per ragioni di sponsorizzazione, è stata la 87ª edizione dell'omonima manifestazione.
La finale è stata disputata il 14 novembre 2010 all'Aviva Stadium di Dublino tra Shamrock Rovers e Sligo Rovers, terminando con il successo di questi ultimi dopo i calci di rigore.

## Calendario

### Primo turno
Il sorteggio del primo turno ha avuto luogo il 10 marzo 2010. Gli incontri si sono disputati domenica 21 marzo 2010; il replay il 23 marzo.
| Incontro | Squadra di casa | Punteggio | Squadra in trasferta |
| -------- | --------------- | --------- | -------------------- |
| 1º       | Tolka Rovers    | 2 - 1     | Wayside Celtic       |
| 2º       | Crumlin United  | 1 - 0     | Drogheda Town        |
| 3º       | Dublin Bus      | 4 - 1     | Cobh Ramblers        |
| 4º       | Cherry Orchard  | 1 - 1     | Tullamore Town       |
| Replay   | Tullamore Town  | 4 - 1     | Cherry Orchard       |
| 5º       | Bonagee United  | 2 - 1     | Clonmel Town         |

### Secondo turno
Il sorteggio del secondo turno ha avuto luogo il 10 marzo 2010. Gli incontri si sono disputati domenica 16 maggio 2010; i replay il 23 maggio.
| Incontro | Squadra di casa | Punteggio | Squadra in trasferta |
| -------- | --------------- | --------- | -------------------- |
| 1º       | Tullamore Town  | 2 - 1     | Fairview Rangers     |
| 2º       | Malahide United | 2 - 0     | Douglas Hall         |
| 3º       | Fanad United    | 1 - 2     | Dublin Bus           |
| 4º       | Bluebell Utd    | 2 - 1     | St Michael's         |
| 5º       | Rockmount       | 1 - 2     | Avondale United      |
| 6º       | Bonagee United  | 1 - 1     | Crumlin United       |
| Replay   | Crumlin United  | 1 - 0     | Bonagee United       |
| 7º       | Regional United | 0 - 2     | Belgrove             |
| 8º       | Glenville       | 1 - 0     | UCC                  |
| 9º       | Tralee Dynamos  | 2 - 2     | Tolka Rovers         |
| Replay   | Tolka Rovers    | 3 - 0     | Tralee Dynamos       |
| 10º      | Carlow          | 1 - 0     | Castlebar Celtic     |

### Terzo turno
Il sorteggio del terzo turno ha avuto luogo il 17 maggio 2010. Gli incontri si sono disputati tra il 4 ed il 6 giugno 2010; i replay in date diverse comprese tra l'8 giugno e il 10 agosto.
| Incontro | Squadra di casa | Punteggio | Squadra in trasferta |
| -------- | --------------- | --------- | -------------------- |
| 1º       | Glenville       | 1 - 7     | Bohemians            |
| 2º       | Dublin Bus      | 0 - 2     | Shelbourne           |
| 3º       | Drogheda Utd    | 1 - 2     | UCD                  |
| 4º       | Cork City FORAS | 1 - 1     | Bluebell Utd         |
| Replay   | Bluebell Utd    | 0 - 1     | Cork City FORAS      |
| 5º       | Longford Town   | 1 - 0     | Waterford United     |
| 6º       | Limerick        | 3 - 1     | Tolka Rovers         |
| 7º       | Galway Utd      | 5 - 0     | Malahide United      |
| 8º       | Shamrock Rovers | 5 - 1     | Wexford Youths       |
| 9º       | Derry City      | 1 - 1     | Bray Wanderers       |
| Replay   | Bray Wanderers  | 3 - 2     | Derry City           |
| 10º      | Tullamore Town  | 1 - 3     | Salthill Devon       |
| 11º      | Finn Harps      | 3 - 0     | Crumlin United       |
| 12º      | Carlow          | 1 - 1     | Monaghan Utd         |
| Replay   | Monaghan Utd    | 2 - 1     | Carlow               |
| 13º      | Dundalk         | 0 - 1     | St Patrick's         |
| 14º      | Belgrove        | 2 - 1     | Avondale United      |
| 15º      | Sporting Fingal | 1 - 1     | Mervue Utd           |
| Replay   | Mervue Utd      | 0 - 4     | Sporting Fingal      |
| 16º      | Sligo Rovers    | 1 - 0     | Athlone Town         |

### Quarto turno
Il sorteggio del quarto turno ha avuto luogo il 7 giugno 2010. Gli incontri si sono disputati il 27 agosto 2010; i replay il 30 agosto.
| Incontro | Squadra di casa | Punteggio       | Squadra in trasferta |
| -------- | --------------- | --------------- | -------------------- |
| 1º       | Galway Utd      | 1 - 1           | Salthill Devon       |
| Replay   | Salthill Devon  | 1 - 3           | Galway Utd           |
| 2º       | UCD             | 2 - 3           | Bray Wanderers       |
| 3º       | Finn Harps      | 0 - 1           | Sligo Rovers         |
| 4º       | Bohemians       | 1 - 0           | Shelbourne           |
| 5º       | Cork City FORAS | 0 - 1           | Monaghan Utd         |
| 6º       | Longford Town   | 1 - 2           | Shamrock Rovers      |
| 7º       | St Patrick's    | 2 - 0           | Belgrove             |
| 8º       | Sporting Fingal | 2 - 2           | Limerick             |
| Replay   | Limerick        | 0 - 0 3 - 4 dcr | Sporting Fingal      |

### Quarti di finale
Il sorteggio dei quarti di finale ha avuto luogo il 30 agosto 2010. Gli incontri si sono disputati nelle date 17 e 18 settembre 2010.
| Incontro | Squadra di casa | Punteggio | Squadra in trasferta |
| -------- | --------------- | --------- | -------------------- |
| 1º       | Bohemians       | 3 - 0     | Bray Wanderers       |
| 2º       | St Patrick's    | 3 - 1     | Sporting Fingal      |
| 3º       | Shamrock Rovers | 6 - 0     | Galway Utd           |
| 4º       | Sligo Rovers    | 3 - 0     | Monaghan Utd         |

### Semifinali
Il sorteggio delle semifinali ha avuto luogo il 20 settembre 2010. Gli incontri si sono disputati rispettivamente il 15 e il 17 ottobre 2010; il replay il 19 ottobre.
| Incontro | Squadra di casa | Punteggio | Squadra in trasferta |
| -------- | --------------- | --------- | -------------------- |
| 1º       | Bohemians       | 0 - 1     | Sligo Rovers         |
| 2º       | Shamrock Rovers | 2 - 2     | St Patrick's         |
| Replay   | St Patrick's    | 0 - 1     | Shamrock Rovers      |

### Finale
Davanti ad un pubblico composto da oltre 36.000 persone (il più alto numero di spettatori dal 1945), i freschi campioni d'Irlanda dello Shamrock Rovers hanno sfidato lo Sligo Rovers, terzo classificato in campionato. La partita si è protratta fino ai tempi supplementari ma il punteggio si è mantenuto sullo 0-0, portando il culmine ai calci di rigore: lo Sligo Rovers si è imposto per 2-0, soprattutto per merito del portiere Ciarán Kelly, capace di neutralizzare tutti i tiri avversari.
| Arbitro: | Thomas Connolly |

|                                                 |                      |                                                  |
| Eoin Doyle Alan Keane Conor O'Grady Gary McCabe | Tiri di rigore 2 – 0 | Gary Twigg Pat Flynn Chris Turner Paddy Kavanagh |